# Vincenzo Damini

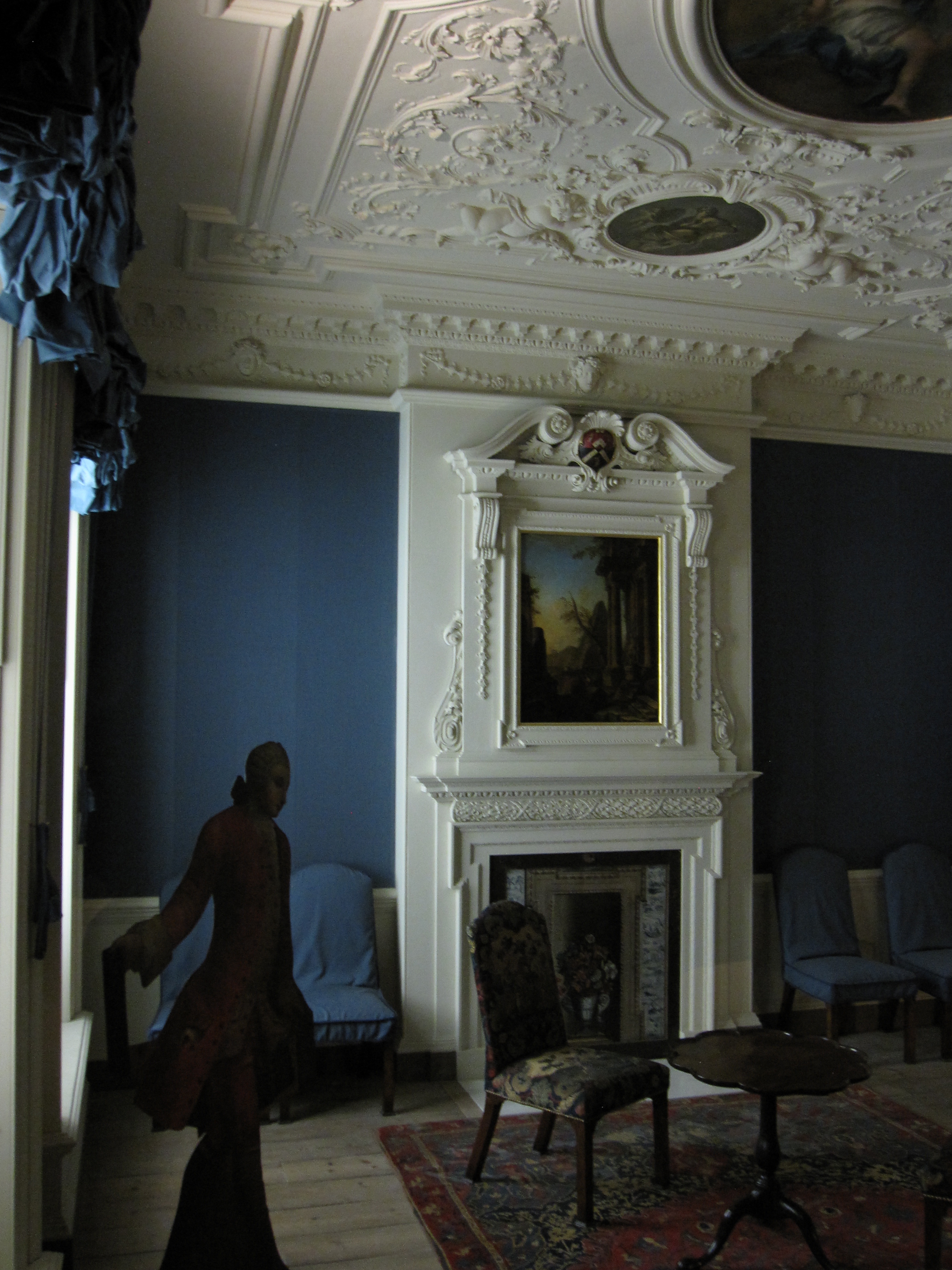
Il salotto di Henrietta Street a Londra, disegnato dall'architetto James Gibbs e decorato con dipinti di Vincenzo Damini.

Vincenzo Damini (Venezia, XVII secolo – L'Aquila, 1749) è stato un pittore italiano.

## Biografia
Nacque alla fine del XVII secolo a Venezia, dove si formò, ispirato da Giovanni Battista Piazzetta, dal pittore dalmata Federico Bencovich e soprattutto da Giovanni Antonio Pellegrini.
Nei primi anni della sua attività Vincenzo Damini si fece conoscere come autore di dipinti a soggetto storico; ma lavorò anche come ritrattista.

### Il decennio londinese
Intorno al 1720, il Pellegrini lo condusse a Londra, dove Damini ottenne commesse come decoratore e dipinse tele a soggetto religioso. Per stile, si conformò alla corrente chiaroscurale-patetica di tradizione veneziana, con forti accenti luministici, sulla scia di lontane influenze caravaggesche, viste attraverso l'opera dei cosiddetti “tenebrosi”, cui appartenevano sia Piazzetta che Bencovich.
Dipinse Eduardo III e il Principe nero ricevono Giovanni II di Francia, con effetti teatrali nei larghi gesti dei personaggi ritratti. Dipinse anche due grandi tele con soggetti tratti da episodi del Vecchio Testamento: Re Salomone e la regina di Saba (Museo centrale, Northampton) e Giuseppe interpreta il sogno del Faraone (Collezione Ganz, New York).

### Rientro in Italia
Nel 1730 Damini tornò in Italia, in compagnia del pittore Giles Hussey (1710-1784), suo allievo. Dopo un primo soggiorno a Venezia, Damini proseguì da solo per Roma.
Nel bozzetto con Agar e Ismaele nel deserto, attribuito a Damini, si nota un avvicinamento ai modi di Pellegrini, per le piccole pennellate luminose, disseminate lungo i bordi dei panneggi; i toni, tuttavia, si mantengono freddi, in tutto simili a quelli del rococò tenebroso di Giambattista Mariotti.
Uno spiccato gusto per il tenebrismo (ispirato a Piazzetta e Bencovich) è presente anche in due dipinti della Gemäldegalerie di Kassel:  il Giudizio di Mida che mostra anche una influenza di pittori austriaci tardo-barocchi e il Sacrificio di Isacco che ha qualche affinità con il Martirio di San Giacomo, dipinto proprio da Piazzetta nel 1722.
Nella Giuditta con la testa di Oloferne (Museo John e Mable Ringling di Sarasota, in Florida) scelse di dipingere figure monumentali, ammantate entro pieghe fluenti. La Famiglia di Dario davanti ad Alessandro è nel Museo nazionale di Varsavia e il Sogno di Giacobbe è nella Collezione Frieberg, a Berlino.

#### Il periodo aquilano
Poco dopo esser tornato in Italia, lasciata Roma, il Damini si trasferì in Abruzzo dove entrò in contatto con la cultura pittorica napoletana, in particolare con Francesco Solimena. Il pittore fu molto attivo soprattutto all'Aquila dove la sua presenza è documentata fino al 1744.
Per il convento di San Giuliano, nel 1737 dipinse San Giovanni da Capistrano alla battaglia di Belgrado, un affresco con Adorazione dei Magi e un San Bernardino e San Giovanni da Capistrano. Nella stessa chiesa si conserva un suo dipinto con Sant'Antonio e San Diego d'Alcalà adorano il Crocifisso, datato al 1738, e la pala dell'altare maggiore con San Pasquale Baylon; nel coro c'è un San Gennaro con il Vesuvio sullo sfondo, dipinto nel 1740 circa e nella cupoletta si vedono quattro suoi ovali con Evangelisti.
Il museo nazionale d'Abruzzo sono conservate tre tele: San Tommaso d'Aquino incatena l'eresia (1739), Il battesimo di Gesù (1740) e Carlo II d'Angiò innanzi alla Vergine e a San Tommaso (1741).
Nella chiesa di San Silvestro, sul primo altare a destra c'è un suo dipinto, datato anch'esso al 1740, che rappresenta il Battesimo di Cristo. La tela con San Nicola da Tolentino con il Vizio incatenato ai piedi e quella con la Madonna che appare a Sant'Agostino e a Santa Monica, sono nella chiesa di Sant'Agostino; questi due ultimi dipinti sono datati 1741 e si ispirano all'arte del Solimena. Al 1741 risale il dipinto con la Sacra Famiglia conservato nella chiesa di Santa Margherita, mentre nella chiesa di Sant'Antonio da Padova è presente un dipinto con Sant'Antonio da Padova riceve il Bambino Gesù dalla Madonna, considerato tra i migliori eseguiti dal Damini all'Aquila. Altre sue opere sono collocate nella chiesa di Santa Maria Paganica. Una tela del Damini, raffigurante il Trionfo di Sant'Antonio, è inserita nel soffitto ligneo dell'Oratorio di Sant'Antonio dei Cavalieri de' Nardis, realizzato nel XVIII secolo da Ferdinando Mosca. Infine l'artista è autore anche di cinque dipinti raffiguranti i continenti, datati al 1744 e collocati sullo scalone monumentale del Palazzo Ardinghelli.
Altre opere del pittore si conservano nella chiesa di San Giovanni Evangelista a Casentino, frazione di Sant'Eusanio Forconese e nella pinacoteca del museo civico di Teramo. Il Damini morì all'Aquila nel 1749.